# Margit, Blois grófnője
Margit (1170 – 1230. július 12.) Blois grófnője 1218 és 1230 között.

## Élete
V. Theobald, Blois grófja és Franciaországi Aliz lányaként született. A Blois grófja címet először bátyja, I. Lajos, majd fia, VI. Theobald és az ő halála után maga Margit örökölte meg 1218-ban. 1230-ban hunyt el, lánya, Mária lett a következő blois-i grófnő.

### Házassága
Első férje III. Hugó, Oisy ura volt, akitől nem született gyermeke. Másodszor I. Ottó burgundi gróffal kötött házasságot; a kapcsolatból két gyermek született:
- Johanna, Burgundia grófnője
- Beatrix, Burgundia grófnője

Harmadjára II. Valterrel, Avenses urával házasodott össze, aki Blois grófja lett. Nekik két gyermekük született:
- Theobald, kisgyermekként elhunyt
- Mária, Blois grófnője